# Station Chełmek
Station Chełmek is een spoorwegstation in de Poolse plaats Chełmek.